# Conjunto polar (teoría del potencial)
En matemáticas, en el área de la teoría del potencial clásico, los conjuntos polares son aquellos "conjuntos insignificantes", similar a la forma en que los conjuntos de medida cero son los conjuntos negligibles en la teoría de la medida.

## Definición
Un conjunto {\displaystyle Z} en {\displaystyle \mathbb {R} ^{n}} (donde {\displaystyle n\geq 2}) es un conjunto polar si existe una función superarmónica no constante
{\displaystyle u} en {\displaystyle \mathbb {R} ^{n}}
tal que
{\displaystyle Z\subseteq \{x:u(x)=\infty \}.}
Téngase en cuenta que existen otras formas (equivalentes) en las que se pueden definir los conjuntos polares, como reemplazando "subarmónico" por "superarmónico" y {\displaystyle -\infty } por {\displaystyle \infty } en la definición anterior.

## Propiedades
Las propiedades más importantes de los conjuntos polares son:
- Un conjunto unitario establecido en {\displaystyle \mathbb {R} ^{n}} es polar.
- Un conjunto contable en {\displaystyle \mathbb {R} ^{n}} es polar.
- La unión de una colección contable de conjuntos polares es polar.
- Un conjunto polar tiene medida de Lebesgue cero en {\displaystyle \mathbb {R} ^{n}.}

## Casi en todas partes
Una propiedad P se cumple casi en todas partes en un conjunto S si se cumple en S−E, donde E es un conjunto polar de Borel. Si P se cumple aproximadamente en todas partes, entonces se cumple casi en todas partes.